# Tizounine
Tizounine (en arabe : تيزونين, en tamazight : ⵜⵉⵣⵓⵏⵉⵏ) est une commune marocaine située dans la province de Tata en région Souss-Massa, dont elle est de type rurale. En 2024, sa population s'élève à 2008 habitants

## Géographie

### Localisation
Tizounine se situe près de la frontière Maroc-Algérie, au sud du Maroc, elle se trouve notamment au sud d'Akka.

### Climat
Tizounine possède un climat désertique selon la classification de Köppen-Geiger. (BWh)
Les températures sont en moyenne de 24.3°C et les précipitations s'élèvent à 40 mm tout au long de l'année

## Histoire

### Accident aérien
Le 21 août 1994, un avion de la compagnie Royal Air Maroc s'était écrasé près des Atlas vers Tizounine près de 10 minutes après son décollage. 44 passagers étaient dans cet avion qui devait faire un voyage Agadir-Casablanca, dont aucun n'a survécu au crash. Il semblerait que le crash était volontaire par suicide et que le commandant de bord responsable de l'accident, Younès Khayati ait désactivé le pilotage automatique.
À 18h50, cet avion qui effectuait ce vol intitulé Vol Royal Air Maroc 630, s'écrase. Parmi les 44 passagers présents, il y avait 20 Marocains, 8 ressortissants italiens, 5 Français, 4 Néerlandais et 2 Koweïtiens. Ces Koweïtiens étaient des membres de la famille royale Al Sabah.
Cet événement reste l'un des accidents aériens les plus marquants de l'histoire de l'aviation civile marocaine.

## Démographie et chiffres

### Population
Depuis 1994, Tizounine connaît une baisse de sa population, passant de 2327 habitants en 1994 à 2008 habitants en 2024, soit 319 habitants en moins en 30 ans. Le recensement de la population est fait tous les 10 ans. La population a baissé de 0.54% de 2014 à 2024.
| Année              | 1994 | 2004 | 2014 | 2024 |
| ------------------ | ---- | ---- | ---- | ---- |
| Nombre d'habitants | 2327 | 2231 | 2119 | 2008 |

### Structure de la population
Les informations présentées dans les tableaux et les diagrammes ci-dessous ont été recensées en 2014.
- Femmes (58,4 %)
- Hommes (41,6 %)

| Genre    | Part (en %) | Population |
| -------- | ----------- | ---------- |
| Homme    | 41.6        | 882        |
| Femme    | 58.4        | 1237       |
| Au total | 100         | 2119       |

- 0-14 ans (32,3 %)
- 15-64 ans (58,9 %)
- 65+ ans (8,8 %)

| Tranche d'âge | Part (en %) | Population |
| ------------- | ----------- | ---------- |
| 0-14 ans      | 32.3        | 684        |
| 15-64 ans     | 58.9        | 1249       |
| 65+ ans       | 8.8         | 186        |
| Au total      | 100         | 2119       |

## Voies de transports
La commune est traversée par la route nationale 21 (N21), ainsi, elle est reliée à la ville d'Akka, située à une distance approximative de 18 kilomètres. Elle se situe notamment à environ 83 kilomètres de route de Tata (en prenant la N21), capitale de la province du même nom.